# Luxembourg Online
Luxembourg Online è un operatore di telecomunicazioni lussemburghese.
L'azienda è specializzata nella fornitura di accesso a Internet, televisione, telefonia fissa e mobile. Le sue attività secondarie sono anche lo sviluppo di reti e applicazioni informatiche.
Luxembourg Online dispone di una propria rete Internet nel Granducato e garantisce in modo indipendente lo sviluppo, la commercializzazione e il monitoraggio di tutti i suoi prodotti e servizi.

## Storia
- 1995: L'azienda viene fondata.
- 1999: Lancio dell'accesso gratuito a Internet su scala nazionale.
- 2003: Lancio dell'accesso a Internet ad alta velocità e dell'accesso a Internet tramite televisione via cavo.
- 2005: Lancio del servizio di telefonia via Internet.
- 2007: Lancio del servizio di telefonia mobile.
- 2011: Lancio del servizio LOLTV (televisione IP).
- 2017: Lancio dell'applicazione LOLTV MOBILE.